# Wahlenmühle
Die Wahlenmühle ist eine zur Stadt Murrhardt gehörende Einzelsiedlung im baden-württembergischen Rems-Murr-Kreis.

## Lage
Die ehemalige Wassermühle liegt an einem etwa 100 Meter langem, von der Murr abzweigenden Mühlkanal. Umliegende Orte sind das Dorf Fornsbach, die Einzelsiedlungen Eisenschmiemühle, Lammwirtschaft, Neufeld, Neuhausen und der Weiler Hausen an der Murr. Etwa 60 Meter südlich der Einzelsiedlung verläuft die Trasse der Landstraße L 1066.

## Geschichte
Die Wahlenmühle wurde zu Beginn des 19. Jahrhunderts von der Familie Wahl erbaut, nach der sie auch benannt wurde. Die Anlage war eine Getreide-, Säge- und Obstmühle und diente auch als Futterschneide. Von der Familie Wahl ging die Mühle an Friedrich Klenk. Die Mühle brannte 1887 ab und wurde wiederaufgebaut. 1902 brannte die Mühle erneut ab und blieb bis 1904 eine Ruine. Im selben Jahr erwarb Gottlob Oesterlein von Klenk das Grundstück und baute die Mühle wieder auf. Im Jahre 1934 wurde der Sägebetrieb eingestellt. 1941 wurde das Wasserrad entfernt und eine Turbine installiert. Gottlob Oesterleins Schwiegersohn Gottfried Stadel betrieb die Getreidemühle bis 1963. Zu Beginn der 1970er Jahre gab es erfolglose Versuche, die Getreidemühle zu reaktivieren. Auf Anordnung der Behörden wurde der Mühlkanal anschließend weitgehend aufgefüllt. Später entstand auf dem Grundstück ein Jugendzeltplatz.